# Стінопис Бруно Шульца
Стінопис Бруно Шульца — серія збережених фрагментів, які в наш час[коли?] експонуються у Палаці мистецтв музею «Дрогобиччина» та в Яд Вашем.
«Настінні полотна» Бруно Шульцом створені у час німецької окупації в 1942 р. на замовлення німецького офіцера Ландау.
У дитячій кімнаті на його віллі в Дрогобичі Бруно Шульц змалював мотиви із казок братів Грімм.
Стінопис довгий час був прихований від людського ока. З часу, що минув після війни, ці малюнки були неодноразово забілені, оскільки ніхто не знав справжньої їх цінності. Лише в 2001 р. під час чергового ремонту у невеликій комірці в будинку дрогобичан Калюжних стінопис випадково побачили фахівці. Незабаром було виявлено, що ці малюнки належать авторству відомого дрогобичанина Бруно Шульца.
Частину стінопису (3 фрагменти) викрали ізраїльські спецслужби при допомозі агента КГБ Марка Шрабермана  і вона потрапила до музею «Голокосту» в Ізраїлі, а решту (5 фрагментів) в 2002 р., після реставраційних робіт, було передано музею «Дрогобиччина».

## Виноски
1. ↑  Balin, Benjamin (30 червня 2023). How the work of a celebrated artist killed by a Nazi mysteriously ended up in Israel. Процитовано 2 липня 2023.